# Felix Böttcher
Die Felix Böttcher GmbH & Co. KG, ein Inhabergeführtes Familienunternehmen mit Hauptsitz in Köln am Rhein, ist Weltmarktführer für die Beschichtung rotationssymmetrischer Körper (Marktanteil 40 %). Rund 60 % aller weltweit gebauten Druckmaschinen werden mit Walzenbeschichtungen von Böttcher ausgeliefert. Das Unternehmen beschäftigt mehr als 2.000 Mitarbeiter, davon 650 in Deutschland, und erwirtschaftet einen Umsatz von 243 Mio. Euro (2018) zu über 70 % im Ausland.

## Geschichte
Felix Böttcher wird in der achten Generation als Familienunternehmen geführt und geht zurück auf den Lohgerbermeister Johannes Jacobus Loosen (1702–1775), der 1725 in Köln einen eigenen Betrieb eröffnete. Laut der Stiftung Familienunternehmen ist die Felix Böttcher GmbH & Co. KG damit eines der 30 ältesten Familienunternehmen in Deutschland. Ab 1825 widmete sich das Unternehmen auch der Leimsiederei. Erste Kontakte zur Druckindustrie ergaben sich ab 1891, als Otto Loosen (in der vierten Generation) erstmals Gelatine für Druckwalzen herstellte. 1878 begann der Namensgeber der heutigen Unternehmensgruppe, Felix Böttcher, in Leipzig mit der Herstellung von Walzenmasse. Er starb jedoch früh und 1892 kaufte Ernst Herrmann der Witwe das Unternehmen ab. Ein Jahr später stellte der neue Inhaber den Betrieb auf die Produktion fertiger Walzen um. Diese Neuerung (bis dahin hatten die Druckereien ihre Walzen mit der angelieferten Gelatine selbst beschichtet) setzte sich schnell durch und um die Jahrhundertwende war das Unternehmen mit Filialen in München und Berlin zum wichtigen Zulieferer der Druckindustrie geworden. Gleichzeitig war Wilhelm Loosen in Köln unter Konkurrenzdruck geraten und so nahm er 1910 das Kooperationsangebot Herrmanns an. Beide gründeten eine GmbH, an der sie zu jeweils 50 Prozent beteiligt waren, und legten im Gesellschaftsvertrag eine Arbeitsteilung fest: Leipzig lieferte die Walzenmasse, Köln produzierte die fertigen Gelatinewalzen. Das Unternehmen wuchs – auch durch Übernahmen kleinerer Wettbewerber – und beschäftigte 1922 allein in Köln 28 Mitarbeiter.
Eine wichtige Wegmarke war die Umstellung von der temperatur- und feuchtigkeitsempfindlichen, stark verschleißanfälligen Gelatine auf den Synthesekautschuk Buna im Jahr 1933. Doch der Aufwärtstrend wurde durch den Krieg gestoppt: Während Felix Böttcher 1941 noch 42.000 Walzen ausliefern konnte, waren es 1943 nur noch 20.000. Der als kriegswichtig eingestufte Rohstoff Buna wurde immer knapper. Durch Bombenangriffe im April und Oktober 1944 wurde der Kölner Betrieb völlig zerstört. Ein Jahr später begann dort zwar eine notdürftige Produktion, doch mit der Errichtung des Eisernen Vorhangs brach 1949 die Verbindung nach Leipzig ab. Köln wurde 1953 Sitz der Konzernzentrale, wo ab 1956 auch technische Walzen für die Stahl-, Aluminium-, Kunststoff-, Textil- und Holzindustrie hergestellt wurden. Vom so genannten Wirtschaftswunder profitierte auch Felix Böttcher: Von 1950 bis 1970 stieg die Zahl der Mitarbeiter von 160 auf 766. Nach den Druckereien rückten nun die Druckmaschinenhersteller als Kunden in den Fokus: Exklusivverträge mit Heidelberger Druckmaschinen und Manroland wurden geschlossen. Die ersten ausländischen Produktionsstätten entstanden 1973 in Italien und Großbritannien. Nach dem Fall der Mauer fasste Böttcher mit eigenen Produktionsgesellschaften in ganz Europa, in Amerika, Asien und Australien Fuß. Im Jahr 2016 wurde in Tunesien dann die erste eigene Gesellschaft auf dem afrikanischen Kontinent eröffnet.
Geleitet wird das Unternehmen seit 1992 von dem Rechtsanwalt Franz-Georg Heggemann (geb. 1955), den Ehemann von Horst W. Loosens (1930–2017) einziger Tochter Bärbel. Es war das erste Mal, dass sich die beiden Gesellschafterfamilien Loosen und Herrmann auf einen gemeinsamen Geschäftsführer einigten. Im Zuge einer Kapitalerhöhung zum 1. Januar 1995 wurde Heggemann auch Gesellschafter von Felix Böttcher.
Das Archivgut des Unternehmens befindet sich im Sächsischen Staatsarchiv Staatsarchiv Leipzig und bildet dort den Bestand.

## Produkte
Kerngeschäft der Böttcher-Gruppe ist die Produktion von elastomer beschichteten rotationssymmetrischen Körpern für Anwendungen in den verschiedenen Industriezweigen. Ein Schwerpunkt bilden Walzenbeschichtungen und Sleeves für alle grafischen Druckprozesse (Rollenoffset und Bogenoffset, Tiefdruck und Flexodruck sowie Digitaldruck). Ergänzt wird das Angebot für die Druckindustrie durch Drucktücher und Druckchemikalien wie Wasch- und Feuchtmittel. Im Bereich Lebensmittel-Verpackungsdruck hat Böttcher unter dem Markennamen „Vita“ eine Produktserie für Druckverfahren entwickelt, die migrationsarmes Drucken gewährleistet und so die Verschleppung gesundheitsschädlicher Substanzen in Lebensmittelverpackungen verhindern. Diese Produkte wurden von unabhängigen wissenschaftlichen Instituten auf ihre Konformität mit dem Lebensmittelrecht geprüft und zertifiziert.
Technische Walzen für die Verpackungs-, Metall-, Kunststoff-, Holz-, Textil- und Papier-Industrie tragen rund 65 % zum Walzen-Umsatz bei. Beschichtet werden Walzen mit bis zu 8 m Länge, 1,85 m Durchmesser und 15 t Gesamtgewicht. Darüber hinaus entwickelt und produziert Böttcher hochfeine Gummimischungen für Anwendungen in den Bereichen Pharmazie, Medizin, Sport und Gesundheit sowie Sicherheitstechnik. Böttcher stellt auch unter dem Markennamen TechGrip Handläufe für Fahrtreppen her. Walzen für Kopiergeräte produziert in Werken in Deutschland und Thailand die ebenfalls zur Gruppe gehörenden Tochtergesellschaft KB Roller Tech, ein Joint Venture mit dem japanischen Unternehmen Kinyosha.
Zusätzlich zum Verkauf neuer Produkte bietet Böttcher die Wiederbekleidung gebrauchter Walzen sowie ein Walzen-Austauschprogramm an. Versuchsreihen und Analysen in eigenen Labors und anwendungstechnische Beratung vor Ort dienen der Optimierung von Produkten- und Produktionsprozessen.

## Standorte
Am Hauptsitz der Firma in Köln, wo die weltweit größte Walzenproduktion läuft, sind auch zentrale Bereiche wie Vertrieb, Einkauf, Entwicklung und Buchhaltung untergebracht. Außerdem befinden sich in unmittelbarer Nähe von Köln das zentrale Mischwerk, die Produktion von Handläufen für die Fahrtreppenindustrie in Grafschaft Gelsdorf sowie die Fertigung von Walzen und Bändern für die Bürokommunikation (Bergheim). Geschäftsstellen in Deutschland befinden sich in Köln, Walsrode, Berlin, Stuttgart und München sowie Leipzig (mit eigener Walzenproduktion). International ist Böttcher in 39 Ländern mit eigenen Vertriebsgesellschaften präsent und betreibt 27 Produktionsstandorte in 19 Ländern und beliefert 80.000 industrielle Kunden in über 80 Ländern.